# Башмачок белоснежный
Башмачо́к белосне́жный (лат. Cypripedium candidum) — вид многолетних травянистых растений секции Cypripedium, подрода Cypripedium, рода Башмачок (Cypripedium), семейства орхидных (Orchidaceae).
Изредка выращивается в качестве декоративного садового растения.
Зарегистрирован 1 естественный гибрид с участием башмачка белоснежного: Cypripedium ×andrewsii Fuller, 1932 = Cypripedium candidum × Cypripedium parviflorum var. pubescens (северо-восточные районы Канады и США).

## Ботаническое описание

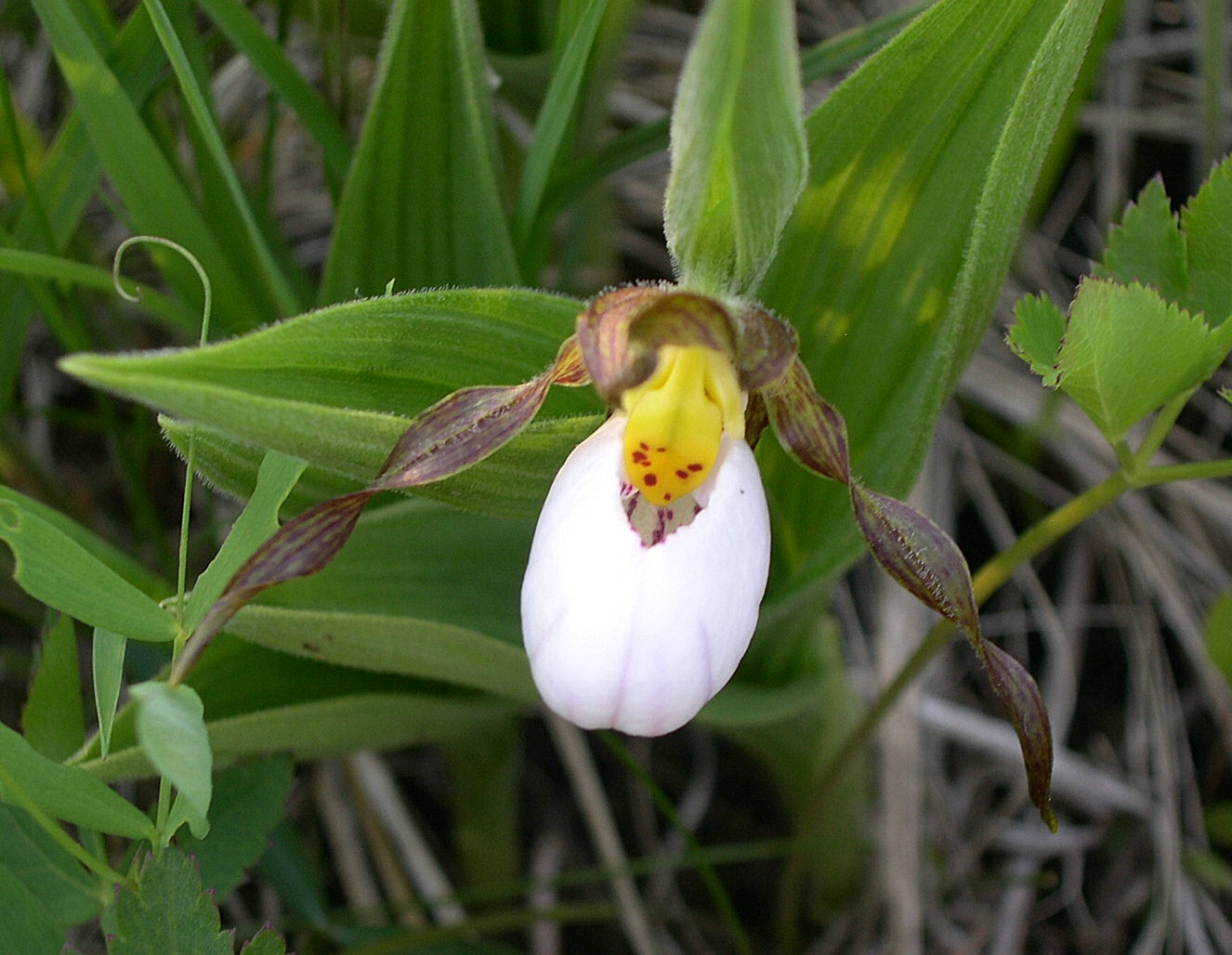
Cypripedium candidum

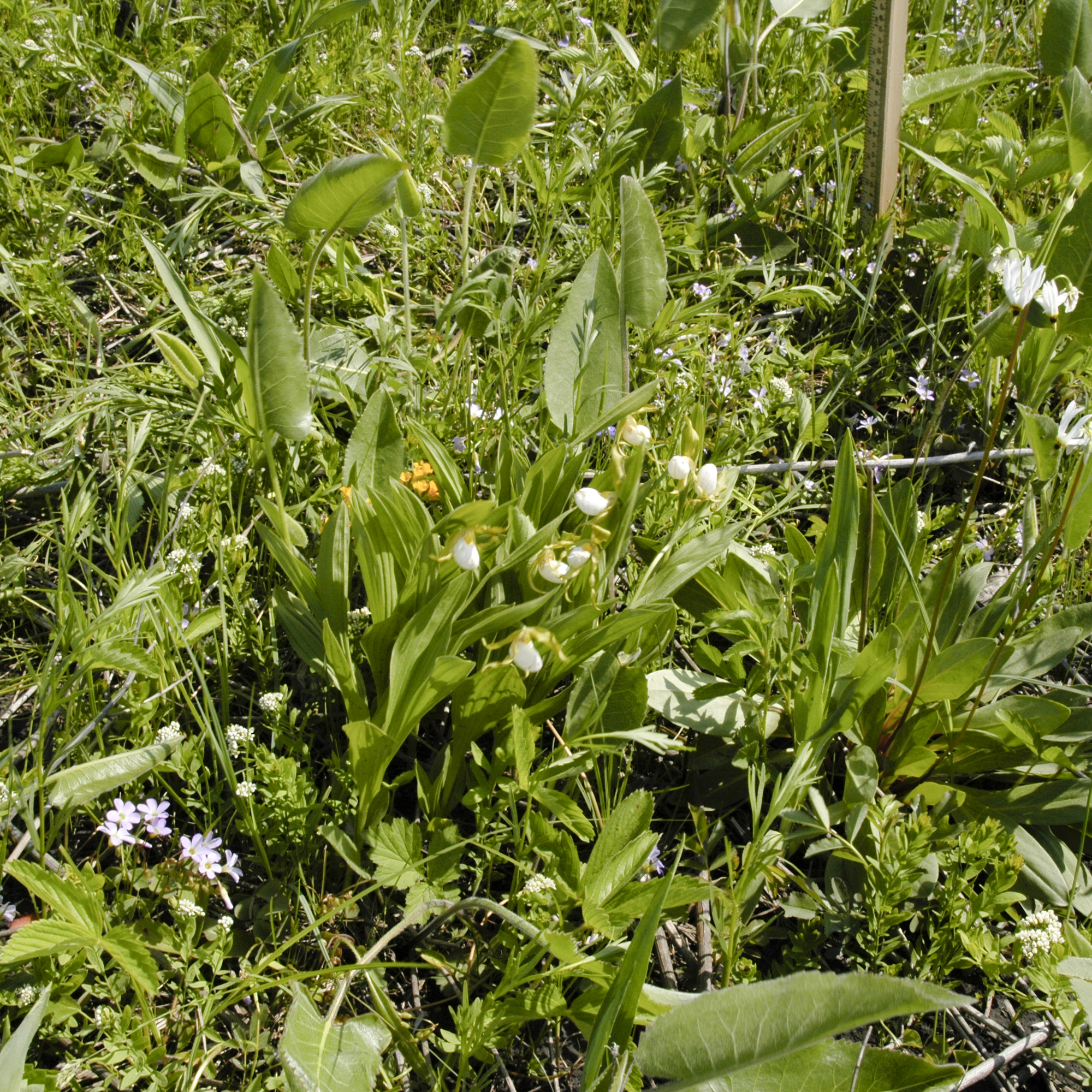
Группа Cypripedium candidum

Долгоживущие растения, для достижения зрелости требуется 12 и более лет. Максимально возможный возраст неизвестен, предполагается, что он превышает 50 лет.
Растения прямостоячие, 10—40 см высотой. Из одного ветвящегося корневища образуется до 50 побегов.
Листья в количестве 3—4 (редко 5), расположены на нижней или средней части стебля. Листовые пластинки от узко-яйцевидных до копьевидно-эллиптических и эллиптических, 7—20 × 0,9—5,3 см.
Соцветия несут 1 (реже 2) цветка.
Чашелистики от зелёного до бледно-коричневато-жёлтого цвета покрыты красно-коричневым крапом и полосками; парус яйцевидный, на конце копьевидно-заострённый, 15—35 × 7—13 мм; синсепалум 13—35 × 7—15 мм.
Лепестки такогоже цвета, как чашелистики, от ланцетных до линейно-ланцетных, распростёртые, спирально-волнистые, 23—46 × 3—5 мм.
Губа белая, иногда с лёгким фиолетовым оттенком или пятнами, обычно обратнояйцевидная, 17—27 мм, отверстие 10—15 мм в диаметре.
Стаминодий жёлтого цвета.
Семена очень мелкие, могут переноситься ветром на большие расстояния. Всхожесть семян требует идеальных условиях влажности и наличия конкретных видов почвенных микоризных грибов. Как и во всех наземных орхидей, семена башмачка белоснежного не содержат питательных веществ и при прорастании получают органические соединения из гиф гриба, которые проникли под их оболочку. Неизвестно имеются ли взаимоотношения с грибами после того, как башмачок отращивает корни и листья.
Кариотип: 2n = 20.
Цветение: апрель—июль.

## Ареал
Северная Америка.
Провинция Онтарио в Канаде и восточная и центральная части США (Мэн, Саскачеван, Алабама, Иллинойс, Индиана, Айова, Кентукки, Мэриленд, Мичиган, Миннесота, Миссури, Небраска, Нью-Джерси, Нью-Йорк, Северная Дакота, Огайо, Пенсильвания, Южная Дакота, Висконсин.

## Местообитание, экология
Встречается на высотах от 70 до 700 метров над уровнем моря. Влажные прерии, низинные луга, берега известковых болот, редко на открытых лесистых склонах. Почвы в основном известковые, реже глинистые.

## В культере
Распространённый и относительно лёгкий в культуре вид.
Растения выращиваются в местах, хорошо освещённых солнцем.
Почвенная смесь щелочная на основе суглинка, влажная и хорошо дренированная. pH = 7,5—8. Башмачок белоснежный обычно растет в местах, которые являются мокрыми лишь во время весеннего оттаивания почвы, которая быстро становится умеренно влажной, а к середине лета сухой. Выращивание в условиях избыточной влажности, как правило вызывает гибель растений. Полив следует производить под листья, поскольку растения могут поражаться гнилью листьев и стебля. Имитируя естественные условия, рядом с башмачком можно высаживать невысокие виды осок и злаков.
Часто растения реализуемые под названием Cyp. candidum являются гибридами Cyp. candidum × Cyp. parviflorum.
Зоны морозостойкости: 3a—6b, или 4—6.

## Классификация

### Таксономия
Вид Cypripedium candidum входит в род Башмачок (Cypripedium) семейства Орхидные (Orchidaceae) порядка Спаржецветные (Asparagales).
|  |                                      |  |                                                             |                                                             |                    |  | ещё 24 семейства (согласно Системе APG II) | ещё 24 семейства (согласно Системе APG II) |                          |  |  |  | ещё около 45 видов |
|  |                                      |  |                                                             |                                                             |                    |  | ещё 24 семейства (согласно Системе APG II) | ещё 24 семейства (согласно Системе APG II) |                          |  |  |  | ещё около 45 видов |
|  |                                      |  |                                                             | порядок Спаржецветные                                       |                    |  |                                            |                                            | род Башмачок             |  |  |  |                    |
|  |                                      |  |                                                             | порядок Спаржецветные                                       |                    |  |                                            |                                            | род Башмачок             |  |  |  |                    |
|  | отдел Цветковые, или Покрытосеменные |  |                                                             |                                                             | семейство Орхидные |  |                                            |                                            | вид Cypripedium candidum |  |  |  |                    |
|  | отдел Цветковые, или Покрытосеменные |  |                                                             |                                                             | семейство Орхидные |  |                                            |                                            |                          |  |  |  |                    |
|  |                                      |  | ещё 44 порядка цветковых растений (согласно Системе APG II) | ещё 44 порядка цветковых растений (согласно Системе APG II) |                    |  |                                            | ещё около 880 родов                        | ещё около 880 родов      |  |  |  |                    |
|  |                                      |  |                                                             | ещё 44 порядка цветковых растений (согласно Системе APG II) |                    |  |                                            |                                            | ещё около 880 родов      |  |  |  |                    |